# La Feuillade
 La Feuillade  (en occitano La Fuelhada) es una población y comuna francesa, situada en la región de Aquitania, departamento de Dordoña, en el distrito de Sarlat-la-Canéda y cantón de Terrasson-Lavilledieu.

## Demografía
| 277 | 328 | 417 | 519 | 568 | 710 |
| Para los censos de 1962 a 1999 la población legal corresponde a la población sin duplicidades (Fuente: INSEE [Consultar]) |     |     |     |     |     |